# Alfredo Ítalo Perrupato
Alfredo Ítalo Perrupato (Buenos Aires 1885 – Mendoza, 13 de noviembre de 1974) fue un médico de la ciudad de San Martín, provincia de Mendoza (Argentina) y director del hospital que lleva su nombre. Fue senador provincial y diputado nacional por la UCR; socio fundador del Rotary Club del departamento; profesor fundador del colegio Nacional de San Martín y socio fundador del Club Social San Martín.

## Trayectoria
Alfredo Ítalo Perrupato, nació en la Ciudad Autónoma de Buenos Aires en 1885. En 1909, obtuvo el título de médico cirujano en la Universidad Nacional de Buenos Aires y al poco tiempo decidió mudarse a la ciudad de San Martín en la provincia de  Mendoza -Argentina.
Ejerció su profesión en la ciudad de San Martín,  donde sólo existía atención de primeros auxilios para quienes se movilizaban en sulky, único medio de transporte de la época. Además de médico fue fundador del Partido Radical en San Martín; senador provincial y diputado nacional por el partido. Fue socio fundador del Rotary Club San Martín; profesor fundador del Colegio Nacional San Martín y socio fundador del Club San Martín y médico de esa institución deportiva.
En su homenaje, el departamento de San Martín designó con su nombre al hospital regional, del que fue director algunos años, al igual que su hermano Raúl Perrupato.